# Contea di Jinhu
La contea di Jinhu (金湖县S, Jīnhú XiànP) è una contea della Cina, situata nella provincia di Jiangsu e amministrata dalla prefettura di Huai'an.